# Sergio Valls Hernández
Sergio Armando Valls Hernández (Tuxtla Gutiérrez, Chiapas, 20 de mayo de 1941 - Ciudad de México, 3 de diciembre de 2014) fue un abogado y político mexicano, ministro de la Suprema Corte de Justicia de la Nación de 2004 hasta su fallecimiento en 2014.

## Estudios
Fue licenciado en Derecho, egresado de la Universidad Nacional Autónoma de México (UNAM) donde se recibió con mención honorífica el 29 de agosto de 1964, así como con estudios de especialización en impuestos, inversión extranjera, Ley Federal del Trabajo, Ley de Amparo y Ley del Seguro Social. Cursó el Diplomado en Historia Contemporánea de México en la Universidad Iberoamericana. Fue diputado federal a la LIII Legislatura del Congreso de la Unión de México.

## Actividades profesionales
Actuó como agente del Ministerio Público Federal, abogado de la División Jurídica Corporativa de Bancomer, director general de Asuntos Jurídicos y de Legislación de la desaparecida Secretaría de Asentamientos Humanos y Obras Públicas, jefe del departamento Legal del Instituto del Fondo Nacional de la Vivienda para los Trabajadores (Infonavit). 
Fue magistrado del Tribunal Superior de Justicia del Distrito Federal, fungió como director jurídico del Instituto Mexicano del Seguro Social, fue consejero del Consejo de la Judicatura Federal y hasta el 3 de diciembre de 2014, ocupó el cargo de ministro de la Suprema Corte de Justicia de la Nación, adscrito a la Segunda Sala.
Asimismo, fue elegido diputado Federal por el Partido Revolucionario Institucional a la LIII Legislatura del Congreso de la Unión por el IX Distrito Electoral de Chiapas, presidiendo la Comisión de Asentamientos Humanos y Obras Públicas.
Dentro de las actividades como docente, destacó como profesor titular de la cátedra de derecho administrativo en la UNAM y en la Universidad Iberoamericana. Fue profesor del Seminario de Derecho Administrativo de la UNAM, de la Escuela de Derecho de la Universidad Intercontinental y de las escuelas Preparatoria, Normal y de Comercio v Administración del Instituto de Ciencias y Artes de Chiapas. En el INAP, coordinó dos diplomados sobre la Nueva Ley del Seguro Social y el Módulo "Actos y Procedimientos Jurídico-Administrativos para el Uso, Aprovechamiento y Disposición de Bienes de Patrimonio Nacional".
El presidente Vicente Fox lo nominó como ministro de la Suprema Corte de Justicia de la Nación para cubrir la vacante después de la muerte del Ministro Humberto Román Palacios en 2004 y fue confirmado por el Senado con 85 votos en octubre de 2004. En octubre de 2014 pidió una licencia por motivos de salud, apareciendo a partir de entonces solo esporádicamente en el pleno de la SCJN.
La Suprema Corte de Justicia de la Nación confirmó el fallecimiento del ministro Valls en la madrugada el 3 de diciembre de 2014.

## Publicaciones
Autor de los libros "Seguridad Social y Derecho", primera edición del Instituto Mexicano del Seguro Social en octubre de 1997 y segunda edición por Tax Editores en 1999 y "Consejo de la Judicatura Federal y modernidad en la impartición de justicia", editado por el Poder Judicial de la Federación en 2001 y la segunda edición por Tax Editores en 2002; colaboró en la revista Siempre!. Coordinó la elaboración de la Nueva Ley del Seguro Social Comentada, editada por el Instituto Mexicano del Seguro Social en julio de 1998, mismo año en que inicia sus funciones la Academia Mexicana de Derecho de la Seguridad Social, de la cual es miembro fundador. Ha publicado estudios jurídicos en revistas especializadas y ha participado como expositor en conferencias, seminarios y. reuniones académicas. En coautoría con el Dr. Carlos Matute, publicó "Nuevo Derecho Administrativo", 1a. ed. Editorial Porrúa, México, 2003. 6a. ed. 2022. Fue integrante de la Junta de Gobierno de El Colegio de México, A.C. y también colaboró en la Organización Editorial Mexicana "El Sol de México".